# 小木紀親
小木 紀親（おぎ のりちか、1968年 - ）は、日本のマーケティング研究者、東京経済大学経営学部教授。

## 経歴
名古屋市生まれ。
東京経済大学経営学部経営学科卒業後
1997年、慶應義塾大学大学院商学研究科後期博士課程を単位取得満期退学し、松山大学経営学部専任講師となり、1999年に助教授に昇任した。
2000年に日本福祉大学経済学部助教授に転じ、2003年に福祉経営学部へ移った後、2006年に教授にへ昇任した。
2008年に東京経済大学経営学部教授となった。

## 教育実践
2010年、ゼミとして取り組んだRバーガーとの協同企画で、店舗改善案の一環としてのトレーシートの刷新などが実現した。

## おもな著書
- マーケティング・ストラテジーマーケティング・ストラテジー、中央経済社、2000年
- マーケティングEYE、中部経済新聞社、2003年
  - 内容を更新する形で、2010年に3版、2016年の4版が出版されている[7]。